# Музеи Сталина
Музеи Сталина — музеи, посвященные руководителю СССР — Иосифу Сталину. Часть культа личности Сталина, созданного советской пропагандой и разоблачённого в 1956 году на XX съезде КПСС (в XXI веке этот культ стал вновь проявлять себя в некоторых странах постсоветского пространства — в первую очередь, России и Грузии). 
- Музей Сталина и Ленина в Бухаресте.
- Музей Иосифа Сталина в Гори — дом-музей в Гори (Грузия), где родился Иосиф Джугашвили (Сталин).

### В России
- «Дом-памятник политических ссыльных» в Сольвычегодске — мемориальный музей, расположенный в доме, где Сталин жил в 1908–1910 годах в период ссылки.
- «Вологодская ссылка» в Вологде — музей в доме, где Сталин жил в период ссылки с декабря 1911 по февраль 1912 года. В мемориальной комнате Сталина экспонируется его восковая фигура.
- Музей Сталина в здании культурного центра «Сталинград» на Мамаевом кургане, Волгоград. Открылся в мае 2006 года[1].
- Башкирский музей Сталина в Уфе. Находится в помещении местного отделения КПРФ, открыт в 2011 году, к годовщине со дня рождения Сталина[2].
- «Бункер Сталина» в Москве — музейный комплекс «Запасной командный пункт Верховного Главнокомандующего Красной Армии И. В. Сталина периода Великой Отечественной войны 1941—1945 годов» в Измайлово.
- Дача Сталина в Сочи

Музеи Сталина открыты в Иркутске, Пензе, Махачкале, Владикавказе. Были предложения обустроить центральный музей Сталина на ближней даче в Кунцево, где сохранились историческая обстановка и предметы того времени